# Pont du Gua
Le pont du Gua est un pont reliant Beaumont à Sanilhac, sur la rivière de la Beaume, en France, dans le département de l'Ardèche.

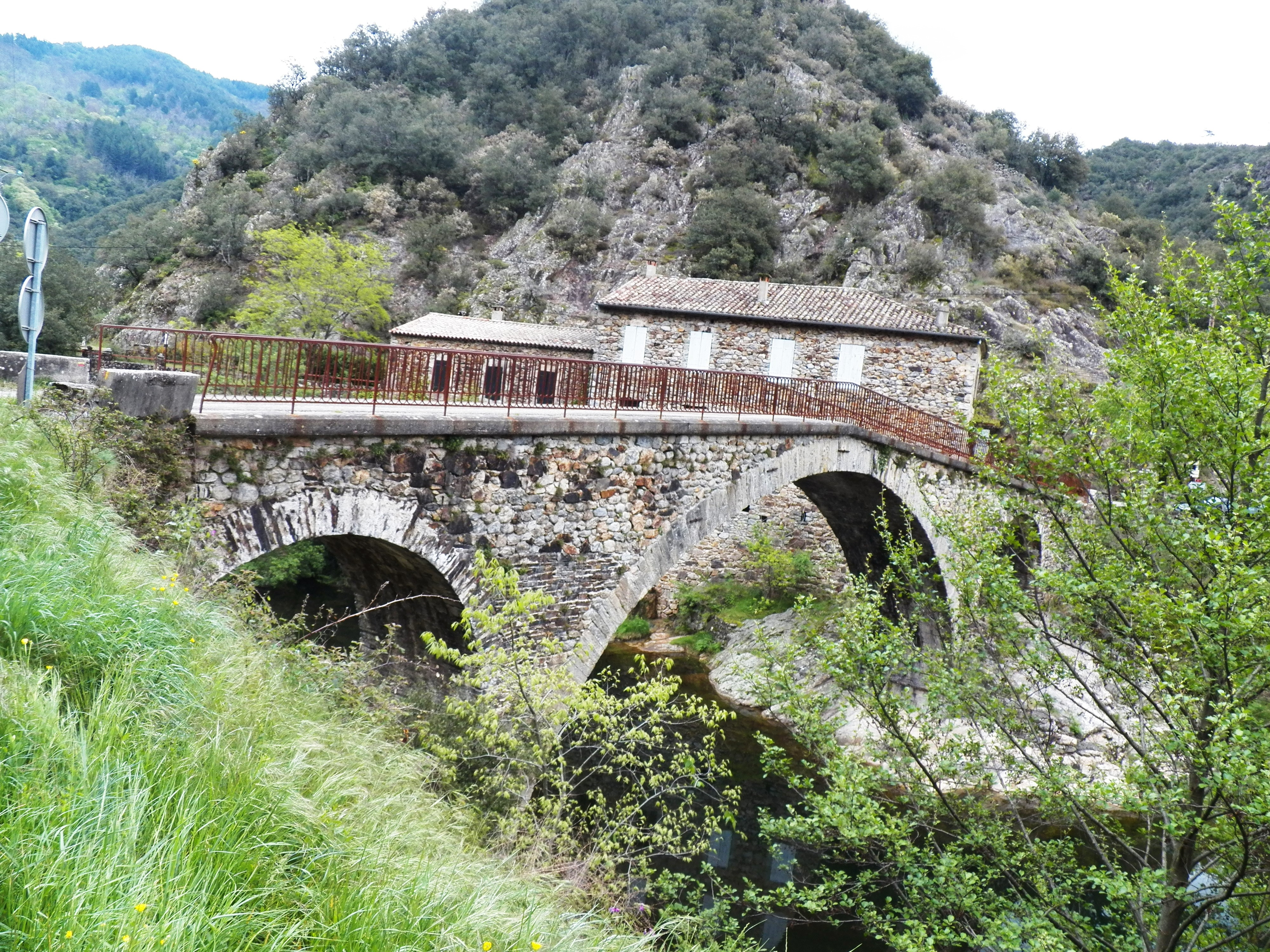
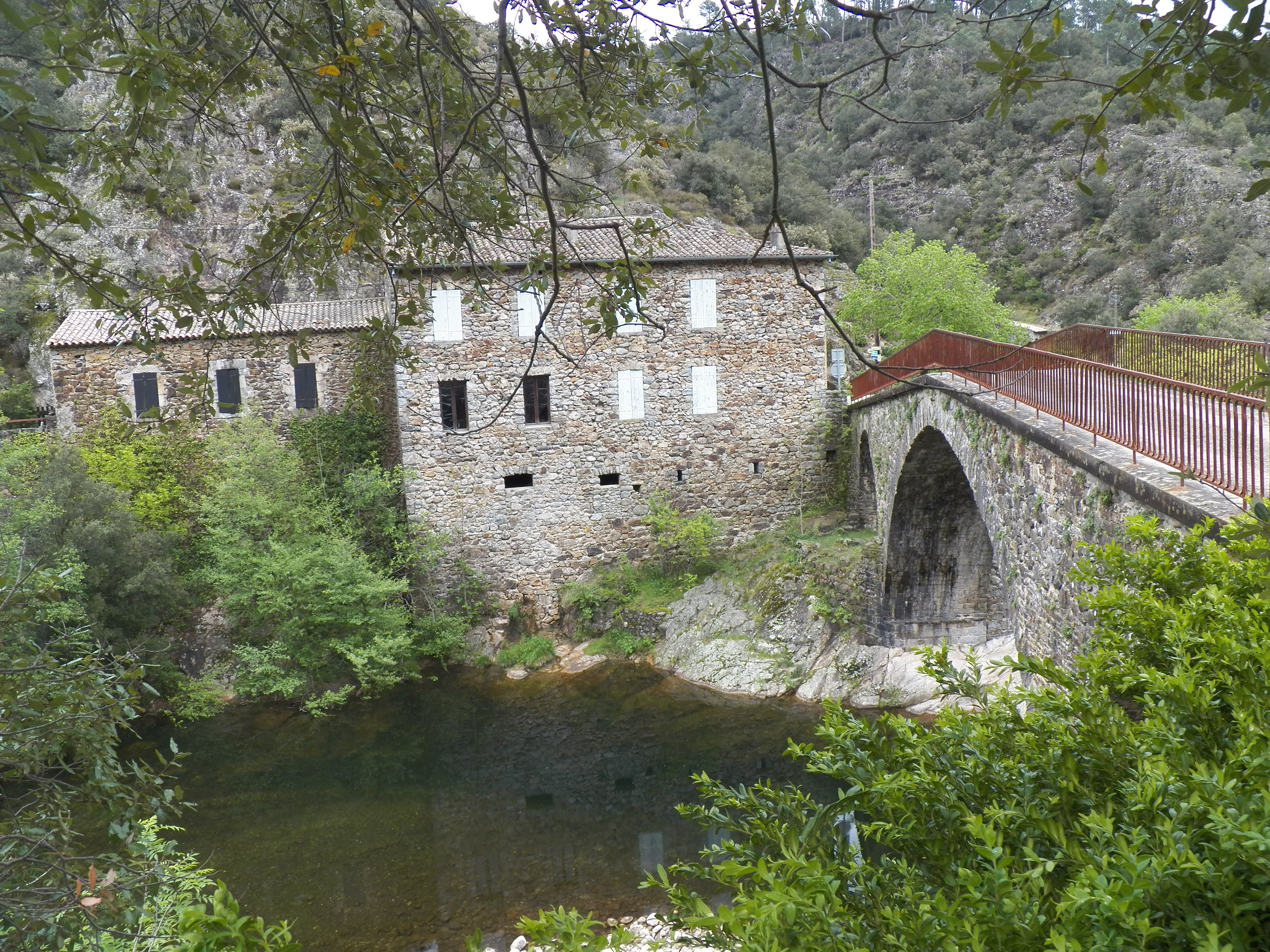

## Description
Belle construction à trois arches reliant les deux rives, d'une largeur interdisant un trafic routier moderne, la route qui mène à Beaumont fut construite au début du XXe siècle et rejoint le hameau des Deux-Aygues.

## Localisation
Le pont est situé sur les communes de Beaumont et de Sanilhac, dans le département français de l'Ardèche, sur la rivière de la Beaume.

## Historique
La construction de cet ouvrage date des XVe et XVIe siècles.
Au début du XXe siècle une usine hydro-électrique alimentait la ville de Largentière.
L'édifice est classé au titre des monuments historiques en 1984.